# ブリコラージュ
ブリコラージュ（Bricolage）は、「寄せ集めて自分で作る」「ものを自分で修繕する」こと。「器用仕事」とも訳される。元来はフランス語で、「繕う」「ごまかす」を意味するフランス語の動詞 "bricoler" に由来する。
ブリコラージュは、理論や設計図に基づいて物を作る「設計」とは対照的なもので、その場で手に入るものを寄せ集め、それらを部品として何が作れるか試行錯誤しながら、最終的に新しい物を作ることである。
ブリコラージュする職人などの人物を「ブリコルール」（bricoleur）という。ブリコルールは既にある物を寄せ集めて物を作る人であり、創造性と機智が必要とされる。また雑多な物や情報などを集めて組み合わせ、その本来の用途とは違う用途のために使う物や情報を生み出す人である。端切れから日用品を作り出す世界各国の普通の人々から、情報システムを組み立てる技術者、その場にあるものをうまく使ってピンチを脱するフィクションや神話の登場人物まで、ブリコルールとされる人々の幅は広い。

## 文化

### 人類学
フランスの文化人類学者・クロード・レヴィ＝ストロースは、著書 『野生の思考』（1962年）などで、世界各地に見られる、端切れや余り物を使って、その本来の用途とは関係なく、当面の必要性に役立つ道具を作ることを紹介し、「ブリコラージュ」と呼んだ。彼は人類が古くから持っていた知のあり方、「野生の思考」をブリコラージュによるものづくりに例え、これを近代以降のエンジニアリングの思考、「栽培された思考」と対比させ、ブリコラージュを近代社会にも適用されている普遍的な知のあり方と考えた。
また彼は世界各地の呪術や神話における思考の特徴的なパターンも「ブリコラージュ」と呼んだ。たとえば神話体系は様々な神々や英雄が織り成しているものであるが、全体としては個々のエピソードの集まりであり、きれいに一続きにはなっておらず神々の系図も複雑になっている。これは、先行する民族や隣接する民族の神話を引用したり、各地方の神話を一まとめにしたりしながら神話が形成されてきたために、神話体系が寄せ集めの状態（ブリコラージュされた状態）となっているからである。
ジャック・デリダはこれを人間のあらゆる言説（ディスクール）へと敷衍した。「もしブリコラージュが、程度の差はあれ首尾一貫していたり破綻していたりするような先行のテクストから、概念を借りてくることの必要性のことをいうなら、あらゆる言説はブリコルールであると言わねばならない。」そして全くブリコラージュを行わず無からものを作る「エンジニア」を「神学的な発想」と批判した。 また彼は「野生の思考」と「栽培された思考」の対立をめぐり、レヴィ＝ストロースを批判している。

### カルチュラル・スタディーズ
カルチュラル・スタディーズでは、人々が新しい文化的アイデンティティー（共同体への帰属意識）を作り出すために、社会的な区分を超えて必要な対象物を手に入れることをブリコラージュという。特にサブカルチャーなどで特徴的にみられる。例えばパンク・ロックやパンク・ファッションなどのパンク・ムーブメントでは、主流文化では単一の意味しか持たない（あるいは意味を持たない）対象物が、新しい意味、あるいは通常の意味を転倒させる意味を獲得している。安全ピンやチェーンは、パンク文化ではアクセサリーであり反逆的な意味を付与されている。

### 視覚芸術・音楽
美術や工芸などでは、ブリコラージュは、その場にある様々なものを素材として作品を構成してゆく手法である。ジャンク・アート、コラージュ、アッサンブラージュなどがその一例である。20世紀前半のクルト・シュヴィッタースの「メルツ芸術」もブリコラージュの例である。
また音楽では、古代から現代に至るまで、アジアやアフリカ・ヨーロッパ・オーストラリアなどの民族音楽からポピュラー音楽に至るまで、スプーン、空き缶、葉っぱ、紙、工具、厨房用具などを楽器として用いたり楽器の材料に再利用したりすることは広く行われている。先行する音楽からサンプリングすることもブリコラージュの一種といえる。

## 科学

### 生物学
生物学では、フランソワ・ジャコブが、生物の構造の多様さを表現するのに「ブリコラージュ」という言葉を用いている。進化はあらかじめ作られた設計図に基づきゼロから行われるエンジニアリングではなく、既にある系統に対して用途の変更や追加を行うブリコラージュであると述べ、構造の多様さも問題解決を求めて多様なブリコラージュが起こった結果であると考えている。

### 教育
教育学における構築主義（constructionism）の議論の中で、シーモア・パパートは問題解決の二つの方法について述べている。分析的な解決手法とは正反対の方法として、彼は挑戦、試行、遊びを通した問題解決と学習の方法について説明し、これをブリコラージュと表現している。

## 情報技術

### 情報システム
情報システム学においては、クラウディオ・チボラ（Claudio Ciborra）が1992年に、戦略情報システム（SIS、strategic information system、戦略情報システム）が他の通常の戦略的情報システムより長い期間にわたり競争的優位を維持するための方法として、ブリコラージュについて述べている。システムのティンカリング（tinkering、取り繕いすること）を正当に評価し、SISがトップダウンで実装されるよりボトムアップで改善されてゆくことを認めることで、会社の組織文化に深く根付きその会社に特化した、他社には簡単に真似できないSISを作り出すことができるというものである。

### インターネット
シェリー・タークル（Sherry Turkle）は1995年の著書『接続された心―インターネット時代のアイデンティティ』（Life on the Screen: Identity in the Age of the Internet）において、ブリコラージュの概念をプログラムの開発プロジェクトや職場の生産性低下における問題解決に適用できるものとして議論している。
彼女はプログラミングにおける「ブリコルール・スタイル」を、伝統的に構築されてきた（彼女の言うところの）「プランナー・アプローチ」に対して妥当なものとして擁護している。ブリコラージュによるコーディング（ソースコードの開発）においては、プログラマは準備用の仕様書作成で燃え尽きることはなく、ステップ・バイ・ステップの成長と、再評価を繰り返すプロセスを選べばいい。彼女のエッセイ、『Epistemological Pluralism（認識論的多元論）』では、こう述べている。「ブリコルールは画家に似ている。彼は一回筆を入れるごとに一歩下がってキャンバスを見渡し、熟考したあとではじめて、次にどう筆を入れるを決める。」